# Pfarrhaus (Obenhausen)

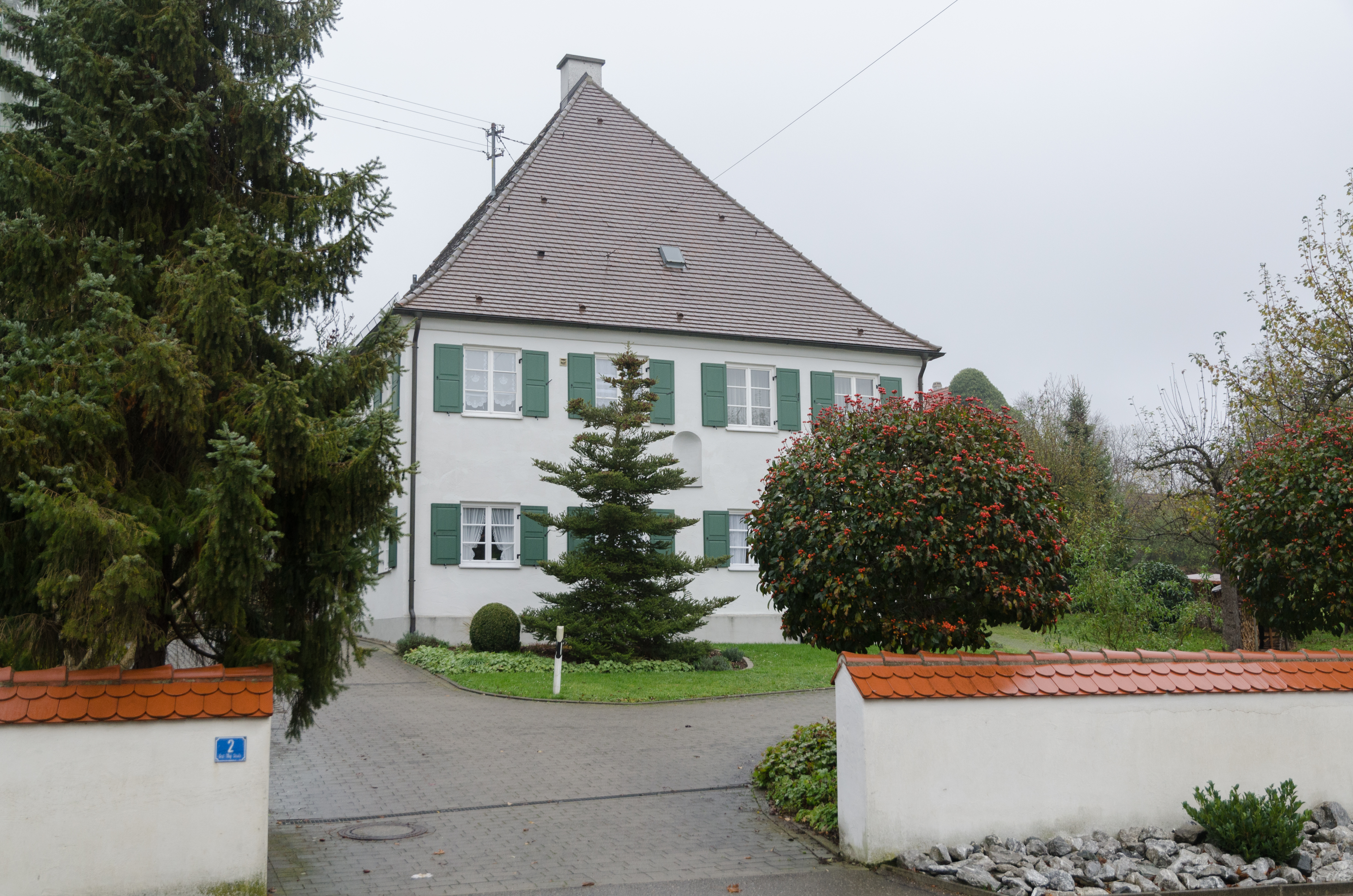
Pfarrhaus in Obenhausen

Das Pfarrhaus in Obenhausen, einem Gemeindeteil von Buch im Landkreis Neu-Ulm im bayerischen Regierungsbezirk Schwaben, wurde im Kern 1725 errichtet. Das Pfarrhaus an der Graf-Moy-Straße 2 ist ein geschütztes Baudenkmal.
Das zweigeschossige Gebäude mit vier zu vier Fensterachsen besitzt ein hohes Zeltdach. Das im Kern 1725 errichtete Pfarrhaus wurde 1847 erneuert.